# Isles-sur-Suippe
Isles-sur-Suippe è un comune francese di 808 abitanti situato nel dipartimento della Marna nella regione del Grand Est.

## Società

### Evoluzione demografica
Abitanti censiti